# 2055
Rok 2055 (MMLV) gregoriánského kalendáře začne v pátek 1. ledna a skončí v pátek 31. prosince.

## Předpokládané a naplánované události
- 21. března – 100. výročí založení Warner Bros. Television Studios
- 22. června – 100. výročí premiéry filmu Lady a Tramp
- 17. července – 100. výročí vzniku Disneyland Resort v Anaheimu